# Glockner Radweg
Der Glockner Radweg R8 führt von Heiligenblut am Großglockner in Kärnten durch das Mölltal bis Möllbrücke in der Gemeinde Lurnfeld.

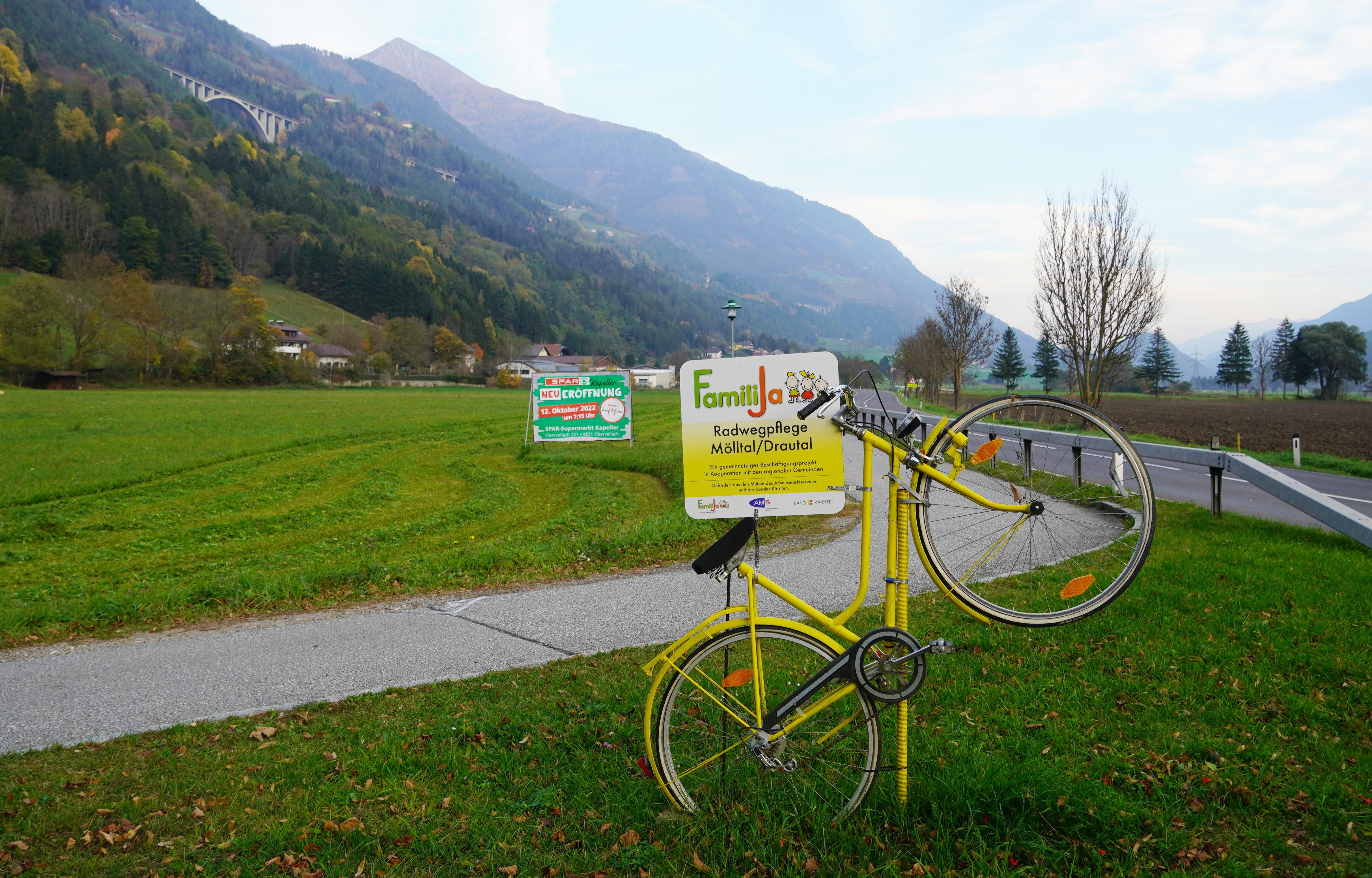
Der Radweg bei Obervellach

## Streckenverlauf
Der Glockner Radweg beginnt im Ortsteil Winkl in Heiligenblut und führt größtenteils die Möll entlang bis Möllbrücke, Dort trifft der Radweg auf den Drauradweg. Bis dorthin hat er eine Länge von 77 Kilometern. Der Start in Heiligenblut liegt auf 1295 Meter Seehöhe, die Einmündung in den Drauradweg ist auf 550 Meter. Dazwischen liegen kleine Steigungen von insgesamt rund 230 Metern. Der Radweg verläuft ab Putschall durchgehend abseits der Hauptstraße, auf eigenen Radwegen oder kleinen Nebenwegen.
Teilweise wird die Route in entgegengesetzter Richtung beschrieben.

### Gemeinden, Orte
Der Radweg verläuft durch folgende Gemeinden:
- Heiligenblut am Großglockner
- Großkirchheim
- Mörtschach
- Winklern
- Rangersdorf
- Stall
- Flattach
- Obervellach
- Reißeck
- Mühldorf
- Lurnfeld

Die wichtigsten Orte sind Heiligenblut, Winklern, Obervellach, Kolbnitz, Mühldorf und Möllbrücke.

### Hinweis
Die ersten rund 7 Kilometer ab Heiligenblut verläuft der Radweg teilweise auf der Bundesstraße. Ein Start in Putschall im Gemeindegebiet von Großkirchheim ist möglich.

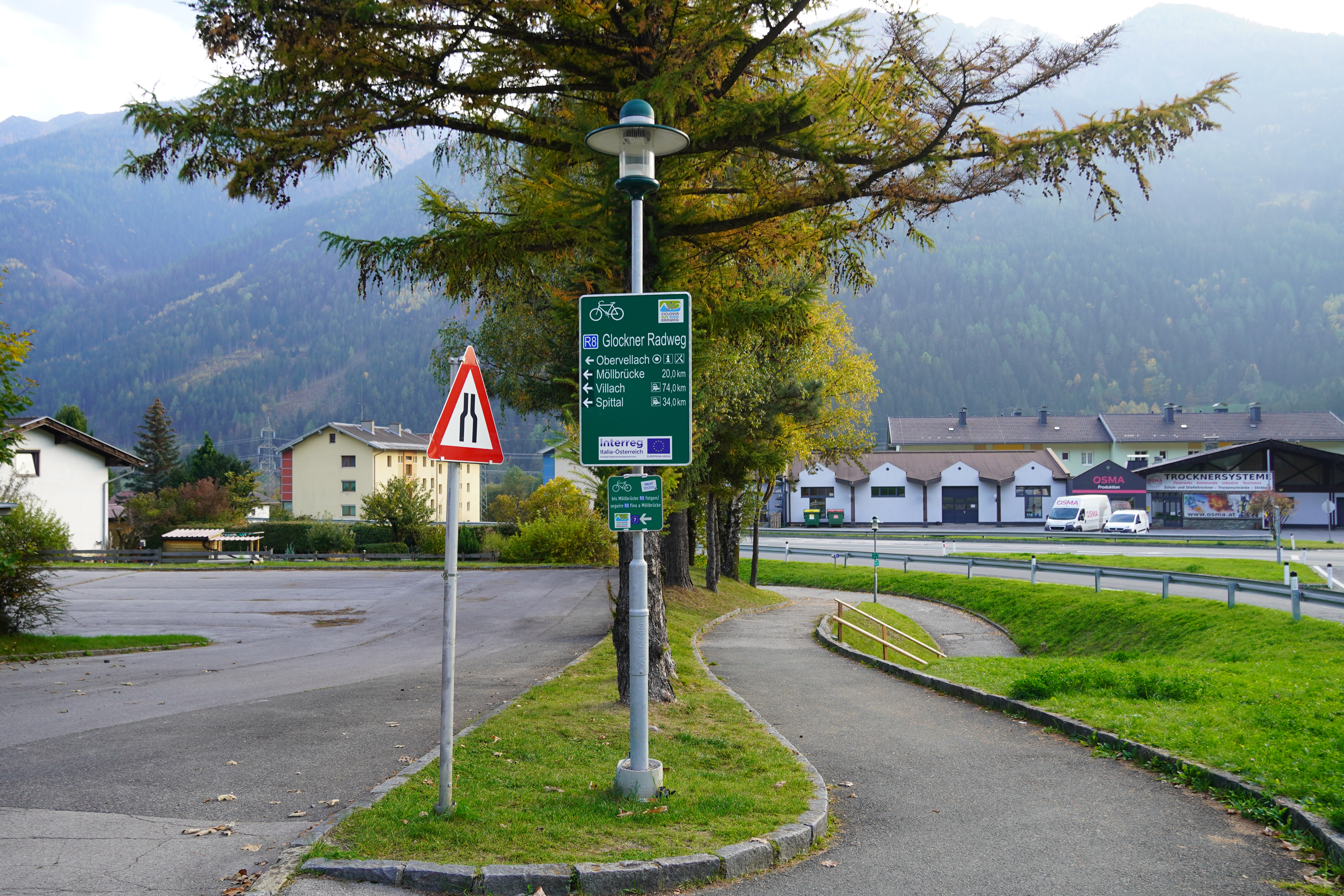
Wegweiser bei Obervellach

### Sehenswürdigkeiten
Mögliche Ausflugsziele auf der Strecke sind:
- Heiligenblut: Wallfahrtskirche St. Vinzenz
- Heiligenblut, Pockhorn: Wasserfall Jungfernsprung
- Großkirchheim: Gartl-Wasserfall
- Großkirchheim, Döllach: Schloss Großkirchheim
- Winklern: Mautturm mit Kristallausstellung
- Flattach: Raggaschlucht
- Obervellach: Groppensteinschlucht
- Mühldorf: Barbarossa-Schlucht

## Anbindung zum Öffentlichen Verkehr
Der Startpunkt in Heiligenblut oder Putschall kann mit dem Bus vom Bahnhof Lienz oder vom Bahnhof Mallnitz erreicht werden. Die Fahrradmitnahme ist begrenzt möglich, die Fahrzeit von Lienz beträgt rund eine Stunde, von Mallnitz etwa eineinhalb Stunden. Meist ist ein Umsteigen notwendig. Von Spittal an der Drau nach Heiligenblut verkehrt der Bus 5108, ebenfalls mit Umsteigen in Winklern.
Vom Zielpunkt in Möllbrücke gibt es Schnellbahnverbindungen nach Lienz und Spittal an der Drau beziehungsweise Villach.